# روبرت س. بيكر
روبرت س. بيكر (بالإنجليزية: Robert C. Baker)‏ هو مخترِع أمريكي، ولد في 29 ديسمبر 1921 في نيوارك في الولايات المتحدة، وتوفي في 13 مارس 2006.